# Атанасіос Мастровасіліс
Атанасіос Мастровасіліс (грец. Αθανάσιος Μαστροβασίλης; нар. 18 квітня 1979) – грецький шахіст, гросмейстер від 2005 року.

## Шахова кар'єра
У 1993-1999 роках був представником Греції на чемпіонаті світу (тричі) і Європи серед юніорів (також тричі), найкращий результат показавши 1995 року в Гуарапуаві, де на чемпіонаті світу до 16 років посів 5-те місце. 
Неодноразово брав участь у фіналах чемпіонатів Греції, двічі (1999, 2005) здобувши срібні медалі. 2004 року єдиний раз у своїй спортивній кар'єрі виступив у складі національної збірної на шаховій олімпіаді.
Досягнув низки успіхів на міжнародних турнірах, зокрема::
- 2000 – Кавала (посів 1-ше місце),
- 2001 – Салоніки (поділив 1-ше місце разом із, зокрема, Ігорем Міладиновичем, Крумом Георгієвим, Влатко Богдановським)),
- 2002 – Салоніки (поділив 1-ше місце разом зі Славолюбом Мар'яновичем і Васіліосом Котроніасом), Новий Сад (поділив 2-ге місце позаду свого брата, Дімітріоса, разом з Ніколою Седлаком), Коринф (поділив 2-ге місце позаду Сергія Волкова, разом із, зокрема, Дмитром Свєтушкіним і Деяном Античем),
- 2004 – Афіни (турнір Акрополіс Інтернешнл, посів 1-ше місце),
- 2005 – Порто-Каррас (3-тє місце позаду Олега Корнєєва і Нормудса Мієзіса),
- 2006 – Салоніки (поділив 3-тє місце позаду Петера Гейне Нільсена і Радослава Войташека, разом із, зокрема, Тамазом Гелашвілі, Суне Бергом Хансеном та Суббараманом Віджаялакшмі).

Найвищий рейтинг Ело в кар'єрі мав станом на 1 вересня 2010 року, досягнувши 2556 очок займав тоді 6-те місце серед грецьких шахістів.

## Зміни рейтингу
| На цьому місці має відображатися графік чи діаграма, однак з технічних причин його відображення наразі вимкнено. Будь ласка, не видаляйте код, який викликає це повідомлення. Розробники вже працюють для того, щоби відновити штатне функціонування цього графіка або діаграми. | |
| | На цьому місці має відображатися графік чи діаграма, однак з технічних причин його відображення наразі вимкнено. Будь ласка, не видаляйте код, який викликає це повідомлення. Розробники вже працюють для того, щоби відновити штатне функціонування цього графіка або діаграми. |